# Müritz-Nationalpark

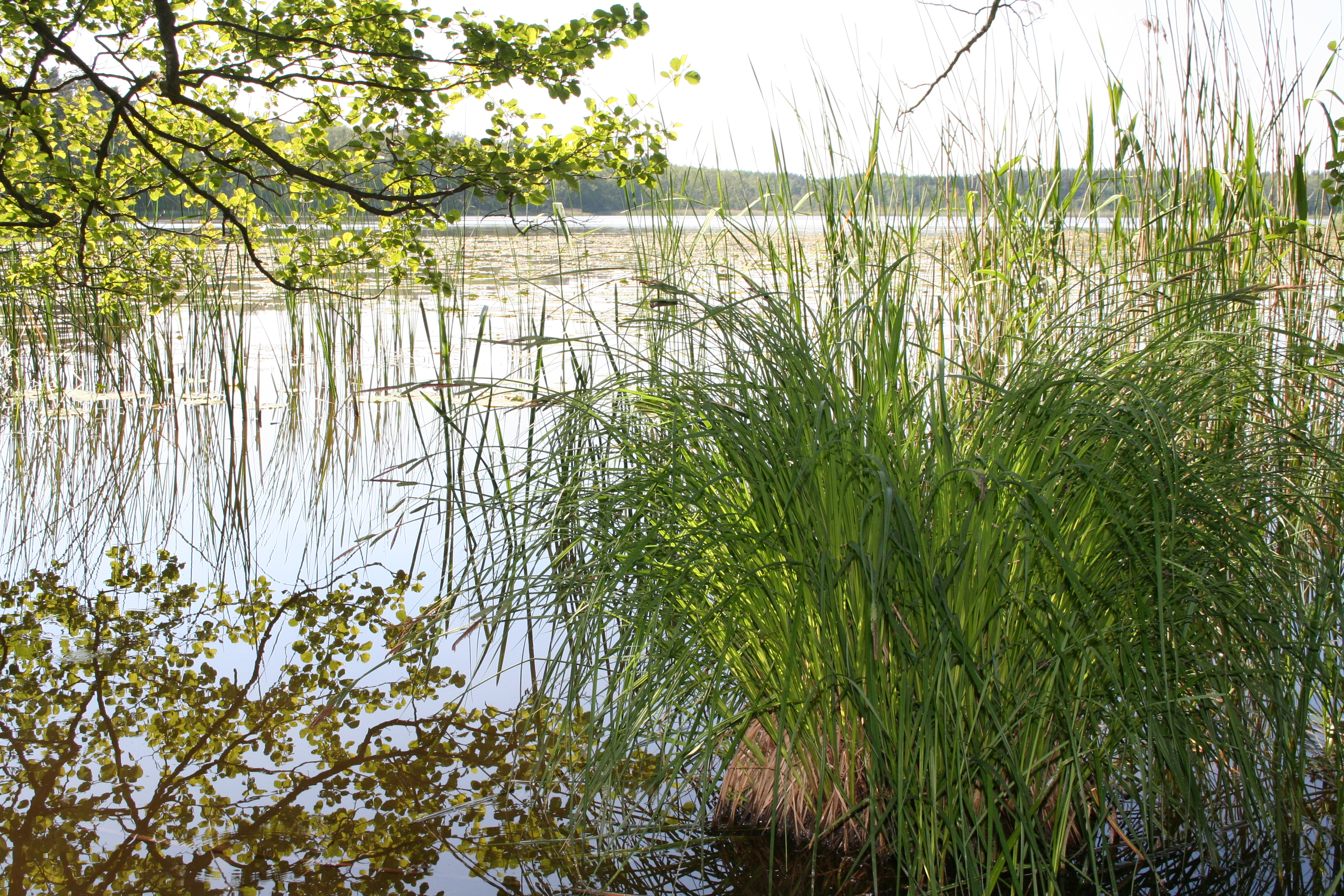
Priesterbäker See

Müritz-Nationalpark är en nationalpark i Tyskland. Parken inrättades år 1990 och ligger i delstaten Mecklenburg-Vorpommerns södra del. Parken är uppdelad i två skilda områden.

## Geografi
Nationalparkens hela yta är 318 kvadratkilometer. 65 procent av området är täckt av skog och 12 procent upptas av insjöar. Det finns omkring 100 insjöar i nationalparken och många fler dammar. Den största sjön är Müritz, men bara en 500 meter bred och 10 kilometer långt remsa vid öststranden ligger på nationalparksområdet. Vid Müritz ligger upplevelseanläggningen Müritzeum, med utställningar om djur och natur i området. Dessutom finns några mossar och ängar. Landskapet skapades under senaste istiden.

## Fauna och flora
I nationalparken lever flera sällsynta fågelarter som havsörn och fiskgjuse. Kricka och årta ruvar vid sjöarnas strandlinje. Några flyttfåglar som tar en paus i nationalparken är småsnäppa, rödbena och gluttsnäppa. Här förekommer även tranor och svart stork.
Bland växterna återfinns några sällsynta gräsarter som Cladium mariscus och enbuskar.
Stora delar av nationalparken utgörs av bokskogar. De ingår delvis i världsarvet Bokurskogarna i Karpaterna och Tyskland.